# Barnard-Island-Group-Nationalpark
Der Barnard-Island-Group-Nationalpark (engl.: Barnard Island-Group National Park) ist ein Nationalpark im Nordosten des australischen Bundesstaates Queensland.

## Lage
Er liegt 1296 km nordwestlich von Brisbane und 25 km südöstlich von Innisfail vor der Küste am Kurrimine Beach.
Der Park besteht aus zwei Inselgruppen, den North Barnard Islands mit den Inseln Bresnahan, Hutchinson, Jessie, Kent und Lindquist und den South Barnard Islands mit den Inseln Sisters und Stephens.

## Geländeformen
Die 5–10 km vor der Küste liegenden Inseln ragen zwischen 19 und 95 m aus dem Meer auf. Die älteren North Barnard Islands bestehen aus metamorphem Fels, während die etwas jüngeren South Barnard Islands aus vulkanischem Tuff mit Basalteinlagerungen aufgebaut sind. Das Alter der Inseln wird auf 420 Mio. Jahre geschätzt.

## Flora und Fauna
Alle Inseln sind mit dichtem tropischem Regenwald bewachsen. Je größer die Insel ist, umso größer ist auch die Artenvielfalt in ihrem Regenwald. Die Küsten werden von Mangrovenwäldern gesäumt. Insbesondere die South Barnard Islands sind ein wichtiges Brutgebiet für Seevögel, von denen 23 verschiedene Arten auf und um die Inseln beobachtet wurden. Der Nationalpark gehört außerdem zum Verbreitungsgebiet des Viktoria-Paradiesvogels.

## Geschichte
Die Inseln gehörten dem Aboriginesstamm der Mamo. Im 19. Jahrhundert entstand eine kleine Fischersiedlung auf der Insel Sisters. 1890 wurde diese Siedlung aber durch einen Zyklon restlos zerstört.
1897 wurde auf Kent ein kleiner Leuchtturm errichtet. Bis 1918 war dieser Leuchtturm auch bemannt. Dann allerdings machte ein Zyklon die Evakuierung des Leuchtturmwärters und seiner Familie notwendig. Danach wurde das Leuchtfeuer automatisch betrieben.
Jessie, Bresnahan, Hutchinson, Sisters und Stephens wurden 1936 zum Nationalpark erklärt. Die Inseln Kent und Lindquist folgten 1994.

## Erreichbarkeit und Einrichtungen
Die Inseln sind per Boot vom Kurrimine Beach aus zu erreichen. Die Insel Lindquist ist militärisches Sperrgebiet und darf nicht betreten werden. Zelten ist auf den Inseln Kent und Stephens gestattet, es sind aber keine besonderen Einrichtungen – außer Picknicktischen – vorhanden. Der Zugang zur Insel Sisters ist aus Gründen des Vogelschutzes in der Zeit von 1. September bis 31. März ganz verboten, der zur Insel Stephens in dieser Zeit auf den Sandstreifen und den Zeltplatz beschränkt.